# Serramazzoni
Serramazzoni – miejscowość i gmina we Włoszech, w regionie Emilia-Romania, w prowincji Modena.
Według danych na rok 2004 gminę zamieszkiwało 6337 osób, 68,1 os./km².

## Miasta partnerskie
- Celldömölk